# Gamasellus leptinochaetus
Gamasellus leptinochaetus är en spindeldjursart som beskrevs av Ma 2005. Gamasellus leptinochaetus ingår i släktet Gamasellus och familjen Ologamasidae. Inga underarter finns listade i Catalogue of Life.